# Luis Díez Espadas
Luis Díez Espadas (n. Bilbao; 13 de julio de 1916 - (f. Bilbao; 4 de agosto de 1949), torero español de nombre taurino Luis Díez.

## Biografía
Nació en Bilbao, Vizcaya, el 13 de julio de 1916. Su padre, Eugenio Díez, y su madre María Espadas tuvieron cuatro hijos: Teresa, Julio, Luís, y Alfredo.
Luis como sus hermanos pudo elegir cualquier estudio o profesión dada la comodidad económica de sus padres. Sin embargo, dos de los tres hermanos varones Díez Espadas fueron toreros: El propio Luis y Alfredo Díez (perito mercantil) que fue novillero, banderillero y posteriormente tuvo un negocio de alquiler de ropa y utensilios de torear. El tercer hermano varón, Julio, fue padre del novillero bilbaíno “Julio Espadas”, nombre con el que actuó como torero.
Luis estuvo emparentado con la familia taurina bilbaína Agüero a través de su hermana mayor, Teresa, que se casó con el novillero Manolo Agüero hermano del destacado matador de toros Martín Agüero y del novillero José Agüero.

### Vida taurina
Sus comienzos se iniciaron en 1932 manteniéndose en activo como novillero hasta 1942 y de banderillero hasta 1949, cuando falleció en la mesa de operaciones. Luis practicaba un toreo artístico. Desde sus inicios destacó como fácil y buen rehiletero. Como novillero consiguió éxitos en plazas importantes como Bilbao, Zaragoza, Barcelona y Sevilla. En Vista Alegre de Bilbao toreó quince novilladas la mayoría con picadores.
Luis comenzó de becerrista en Bilbao en 1932. En 1935 debutó en Madrid, en la plaza de toros de Tetuán, con los mexicanos Silverio Pérez y Arturo García Barrera. En 1937 toreó en Vista Alegre de Bilbao un festival taurino en compañía de Ignacio Sánchez Mejías, Juanito Belmonte y el gran Juan Belmonte, que esa tarde actuó como rejoneador. El 23 de mayo participó en el cartel de despedida de la antigua plaza de Vitoria antes de su reforma alternando con Juanito Belmonte y Rafael Ortega, lidiándose reses de Manuel Etura. En 1938 formó parte del primer cartel en la plaza Vista Alegre de Bilbao después de la guerra civil española, en un cartel con Madrileñito y el alemán Willi Ran. Su presentación en la Maestranza de Sevilla en agosto de 1938 fue triunfal alterando con Pepe Luis Vázquez y Juanito Belmonte. El 12 de octubre de 1938 toreó una novillada en la Maestranza de Sevilla donde fue cogido de gravedad. Esta cogida mermó seriamente su confianza en el ruedo lo que supuso el comienzo del declive de una carrera prometedora.
El 19 de marzo de 1939 actuó en la Plaza de toros de Córdoba alternando con los novilleros Rafael Álvarez "Gallito" y el gran Manuel Rodríguez “Manolete”. Durante esta corrida se estrenó el famoso pasodoble “Manolete” compuesto por Pedro Orozco González. El 31 de marzo de 1940 toreó en la plaza Vista Alegre de Bilbao en una novillada con reses salmantinas de Rogelio M. del Corral, encabezando el cartel su cuñado Manolo Agüero y en compañía de Martín Bilbao. Su presentación en la plaza de las Ventas de Madrid tuvo lugar el 18 de agosto de 1940, estoqueando novillos de Enrique de la Cova, junto con Paco Manzano, Curro Alameda y Dionisio Rodríguez.

#### Banderillero
En la temporada de 1943 decidió cambiar el oro por la plata y hacerse banderillero. Sus dotes de buen lidiador y rehiletero le valieron para actuar con la gran mayoría de los novilleros vizcaínos de la época y con muchos matadores en sus intervenciones en Bilbao y capitales próximas. En 1949 ingresó como subalterno en la cuadrilla de uno de los novilleros de moda, y después máxima figura del toreo, Antonio Ordóñez. En esa temporada actuó diez tardes con el torero de Ronda, Málaga.

### Las víctimas de la fiesta. La mesa de operaciones
El 15 de junio de 1949 actuó como subalterno en el pueblo de El Tiemblo, (Ávila), en la cuadrilla del novillero Luis Peña, esta actuación fue posible porque su matador titular Antonio Ordóñez estaba de baja por un problema en una mano. Un novillo de la ganadería de Ceballos le volteo aparatosamente, produciendo una fuerte contusión en la zona de la clavícula derecha, con fuerte hinchazón y dolores en el antebrazo derecho. En principio en el reconocimiento médico que le practicaron no detectó nada destacable, por lo que Luis no le prestó mayor importancia, siguiendo interviniendo en otras plazas. En Barcelona el 7 de julio se resiente de la lesión. Su última actuación tuvo lugar el 18 de julio de 1949 en Bilbao a las órdenes de Cayetano Ordóñez “Niño de la Palma” con “Nacional” y Carmona. Los dolores fueron aumentando y una nueva radiografía descubrió la verdadera importancia de la lesión. A consecuencia de la voltereta en El Tiemblo, una de las costillas había aprisionado muy gravemente la arteria aorta. Después de numerosos reconocimientos practicados en el Sanatorio de Toreros de Madrid, el doctor Jiménez Guinea temía lo peor si se intervenía quirúrgicamente y rehusó hacerlo. Ya en Bilbao, con el transcurso de los días Luis empeoraba manifiestamente. Ante esta situación Luis pidió al doctor don Vicente San Sebastián, cirujano jefe de la plaza Vista Alegre de Bilbao que le operase. El doctor San Sebastián conocedor de la extrema gravedad de la situación del torero y de la enorme dificultad que entrañaba la operación intentó, como última oportunidad, salvar la vida de Luis que falleció en la mesa de operaciones.

### El entierro
Su muerte y entierro causó gran conmoción en Bilbao y toda la afición taurina de Vizcaya. A su funeral acudieron numerosos taurinos y muchos bilbaínos afectados por el trágico suceso, dado que Luis era muy popular en la villa. El féretro del torero Luis Díez fue trasladado en un negro carruaje fúnebre tirado por cuatro caballos negros. Tras él formaron una multitud de despedida que partiendo de la  Iglesia de San Antón marchó a lo largo de la rivera de la ría del Nervión hasta el Ayuntamiento de Bilbao.
Luis Díez falleció en Bilbao el 4 de agosto de 1949, a los treinta y tres años de edad.